# Франц Габелсбергер
Франц Ксафер Габелсбергер (на немски: Franz Xaver Gabelsberger; 9 февруари 1789 – 4 януари 1849, Мюнхен) е немски стенограф. Основател на модерната графична стенография, приспособена за различни езици.